# 卡达萘
卡达萘（英語：或，化学名1,6-二甲基-4-异丙基萘）是一种带有卡达烷结构的多環芳香烴，分子式C15H18，存在于许多高等植物的精油中
。